# Халід Башир
Халід Башир (14 лютого 1968) — пакистанський хокеїст на траві.
Бронзовий призер Олімпійських Ігор 1992 року, учасник 1988 року.